# Понте ди Мачинаја (Фиренца)
Понте ди Мачинаја је насеље у Италији у округу Фиренца, региону Тоскана.
Према процени из 2011. у насељу је живело 62 становника. Насеље се налази на надморској висини од 41 м.